# David Strathairn
David Russell Strathairn (San Francisco, Kalifornia, 1949. január 26. –) Primetime Emmy-díjas amerikai színész.

## Fiatalkora
A Kalifornia állambeli San Franciscóban született 1949-ben, családja harmadik gyermekeként. Egy bátyja és egy nővére van: Tom és Anne. Édesapja skót származású orvos volt.
A Williams College-ban szerzett diplomát 1970-ben, ahol egyúttal élénken érdeklődni kezdett a színház iránt. Összebarátkozott John Sayles rendezővel. Elvégzett egy bohócképző főiskolát, majd hat hónapig aktívan dolgozott is egy vándorcirkusz tagjaként. Később New Yorkba költözött.

## Pályafutása
Strathairn filmes pályáját a már korábban megismert John Sayles segítette, első fontosabb szerepét az 1983-as Silkwood című filmdrámában kapta, melyben Meryl Streep és Kurt Russell játszották a főbb szerepeket. A film a következő évben öt Oscar-jelölést gyűjtött be.
Az 1980-as években folyamatosan kapta a kisebb-nagyobb szerepeket, majd az 1990-es évek elején inkább televíziós munkákat vállalt. A filmes berkekben hamar kiderült, hogy Strathairn megbízható karakterszínész, ezt több független és hollywoodi alkotásban is bizonyította; Komputerkémek (1992), A cég (1993), Veszélyes vizeken (1994), Éj anyánk (1996).
1997-ben Curtis Hanson Szigorúan bizalmas című alkotásában volt látható, többek között Russell Crowe, Kevin Spacey és Kim Basinger oldalán.
A 2000-es évek elején kissé megrekedt a karrierje, több kis költségvetésű tévés produkcióban volt kénytelen munkát vállalni. George Clooney, Jó estét, jó szerencsét! (2005) című filmjében neki adta a főszerepet. A film a kritikus körében nagy sikert aratott és számos díjat söpört be: többek közt a Velencei Nemzetközi Filmfesztiválon és a 78. Oscar-gálán, utóbbin hat jelölést kapott.
A szerep, és főleg az Oscar-jelölés jött tett Strathairn nevének. Ismét nevesebb mozikba kapott meghívást; Több, mint sport (2005), Törés (2007), A Bourne-ultimátum (2007), A Spiderwick krónikák (2008), Hívatlan vendég (2009).
A 2010-es évek elején két televíziós munkájáért – Temple Grandin (2010), Hemingway és Gellhorn (2012) – is Primetime Emmy-díjra jelölték, előbbiért meg is kapta a rangos elismerést.
Strathairn egyben színpadi színészként is jelen van, már több, mint 30 különböző szereppel a háta mögött.

## Magánélete
Felesége Logan Goodman, aki nővérként dolgozik. Két fia van. A család New Yorkban él.

## Filmográfia

### Film
| Év   | Magyar cím                                 | Eredeti cím                           | Szerep                            | Magyar hang      |
| ---- | ------------------------------------------ | ------------------------------------- | --------------------------------- | ---------------- |
| 1980 |                                            | Return of the Secaucus 7              | Ron Desjardins                    |                  |
| 1983 | A szerelem bolondja                        | Lovesick                              | Marvin Zuckerman                  |                  |
| 1983 | Silkwood                                   | Silkwood                              | Wesley                            | Anger Zsolt      |
| 1984 | Jégbefagyott ember                         | Iceman                                | Dr. Singe                         | Czvetkó Sándor   |
| 1984 | Testvér egy idegen bolygóról               | The Brother from Another Planet       | fekete ruhás férfi                |                  |
| 1985 |                                            | When Nature Calls                     | Weejun                            |                  |
| 1986 | Lőtávolban                                 | At Close Range                        | Tony Pine                         |                  |
| 1987 | Azok a véres napok                         | Matewan                               | Sid Hatfield rendőrfőnök          |                  |
| 1988 | Csillagos lobogó                           | Stars and Bars                        | Charlie                           |                  |
| 1988 | Telefonterror                              | Call Me                               | Sam                               | Bognár Zsolt     |
| 1988 | Kiállítva                                  | Eight Men Out                         | Eddie Cicotte                     | Forgács Péter    |
| 1988 | Dominick és Eugene                         | Dominick and Eugene                   | Martin Chernak                    |                  |
| 1989 | Bolond világ                               | The Feud                              | az idegen                         | Koncz István     |
| 1990 | Memphis Belle                              | Memphis Belle                         | Craig Harriman ezredes            | Uri István       |
| 1991 | A remény városa                            | City of Hope                          | Asteroid                          |                  |
| 1992 |                                            | Big Girls Don't Cry... They Get Even  | Keith                             |                  |
| 1992 | Micsoda csapat!                            | A League of Their Own                 | Ira Lowenstein                    | Varga T. József  |
| 1992 | Bob Roberts                                | Bob Roberts                           | Mack Laflin                       | Rosta Sándor     |
| 1992 | Komputerkémek                              | Sneakers                              | Erwin 'Füttyös' Emory             | Csankó Zoltán    |
| 1992 | Szerelem-hal                               | Passion Fish                          | Rennie                            |                  |
| 1993 | A nagymami soha                            | Lost in Yonkers                       | Johnny                            | Katona Zoltán    |
| 1993 | A cég                                      | The Firm                              | Ray McDeere                       | Juhász Jácint    |
| 1993 | Veszélyes nő                               | A Dangerous Woman                     | Getso                             | Kassai Károly    |
| 1993 | Veszélyes nő                               | A Dangerous Woman                     | Getso                             | Breyer Zoltán    |
| 1994 | Veszélyes vizeken                          | The River Wild                        | Tom Hartman                       | Dörner György    |
| 1994 | Veszélyes vizeken                          | The River Wild                        | Tom Hartman                       | Anger Zsolt      |
| 1995 | Bármi áron                                 | Losing Isaiah                         | Charles Lewin                     |                  |
| 1995 | Dolores Claiborne                          | Dolores Claiborne                     | Joe St. George                    | Borbiczki Ferenc |
| 1995 | Szédült hétvége                            | Home for the Holidays                 | Russell Terziak                   | Harmath Imre     |
| 1995 | Szédült hétvége                            | Home for the Holidays                 | Russell Terziak                   | Rosta Sándor     |
| 1996 | Éj anyánk                                  | Mother Night                          | Bernard B. O'Hare hadnagy         |                  |
| 1997 | Hiawatha éneke                             | Song of Hiawatha                      | Marcel                            |                  |
| 1997 | Szigorúan bizalmas                         | L.A. Confidential                     | Pierce Morehouse Patchett         | Jakab Csaba      |
| 1997 | Rossz modor                                | Bad Manners                           | Wes Westlund                      |                  |
| 1998 |                                            | The Climb                             | Earl Himes                        |                  |
| 1998 |                                            | With Friends Like These...            | Armand Minetti                    |                  |
| 1998 | Simon Birch, a kisember                    | Simon Birch                           | Russell tiszteletes               | Kovács István    |
| 1998 |                                            | Meschugge                             | Charles Kaminski                  |                  |
| 1999 | Szentivánéji álom                          | A Midsummer Night's Dream             | Thészeusz                         | Szakácsi Sándor  |
| 1999 | Jég hátán                                  | Limbo                                 | "Jumpin Joe" Gastineau            |                  |
| 1999 | Világtérkép                                | A Map of the World                    | Howard Goodwin                    |                  |
| 2000 |                                            | A Good Baby                           | Truman Lester                     |                  |
| 2000 | A felejtés virágai                         | Harrison's Flowers                    | Harrison Lloyd                    | Kőszegi Ákos     |
| 2001 | Áll a bál                                  | Relative Evil                         | Dr. Charlie                       |                  |
| 2002 |                                            | Speakeasy                             | Bruce Hickman                     |                  |
| 2002 | A kék autó                                 | Blue Car                              | Auster                            |                  |
| 2004 | Függőség                                   | Twisted                               | Dr. Melvin Frank                  | Juhász György    |
| 2005 | Az első szexikon                           | The Notorious Bettie Page             | Estes Kefauver                    | Balázsi Gyula    |
| 2005 |                                            | Missing in America                    | Henry                             |                  |
| 2005 | Jó estét, jó szerencsét!                   | Good Night, and Good Luck             | Edward R. Murrow                  | Jakab Csaba      |
| 2006 |                                            | Heavens Fall                          | James Horton bíró                 |                  |
| 2006 | Több, mint sport                           | We Are Marshall                       | Donald Dedmon rektor              | Varga T. József  |
| 2006 |                                            | The Sensation of Sight                | Finn                              |                  |
| 2007 | Acélbakancs                                | Steel Toes                            | Danny Dunckelman                  | Végvári Tamás    |
| 2007 | Törés                                      | Fracture                              | Joe Lobruto kerületi ügyész       | Fülöp Zsigmond   |
| 2007 |                                            | Racing Daylight                       | Henry Becker / Harry Stokes       |                  |
| 2007 | A Bourne-ultimátum                         | The Bourne Ultimatum                  | Noah Vosen CIA igazgató-helyettes | Jakab Csaba      |
| 2007 | My Blueberry Nights – A távolság íze       | My Blueberry Nights                   | Arnie Copeland rendőrtiszt        | Rosta Sándor     |
| 2008 | A Spiderwick krónikák                      | The Spiderwick Chronicles             | Arthur Spiderwick                 | Czvetkó Sándor   |
| 2009 | Hívatlan vendég                            | The Uninvited                         | Steven Rydell                     | Rosta Sándor     |
| 2009 | Lélekölő                                   | Cold Souls                            | Dr. Flintstein                    | Blaskó Péter     |
| 2010 | Üvöltés                                    | Howl                                  | Ralph McIntosh                    | Fazekas István   |
| 2010 |                                            | The Tempest                           | Alonzo király                     |                  |
| 2010 |                                            | The Whistleblower                     | Peter Ward                        |                  |
| 2012 | A Bourne-hagyaték                          | The Bourne Legacy                     | Noah Vosen CIA igazgató-helyettes | Bolla Róbert     |
| 2012 | Lincoln                                    | Lincoln                               | William H. Seward külügyminiszter | Rosta Sándor     |
| 2012 |                                            | Maladies                              | Delmar                            |                  |
| 2012 |                                            | No God, No Master                     | William Flynn                     |                  |
| 2014 | Godzilla                                   | Godzilla                              | William Stenz admirális           | Rosta Sándor     |
| 2015 | Keleti nyugalom – A második Marigold Hotel | The Second Best Exotic Marigold Hotel | Ty Burley                         | Rosta Sándor     |
| 2015 |                                            | Oliver’s Deal                         | Nathan                            |                  |
| 2015 | Hétköznapi titkaink                        | Louder Than Bombs                     | Richard                           | Rosta Sándor     |
| 2016 | Amerikai pasztorál                         | American Pastoral                     | Nathan Zuckerman                  | Rosta Sándor     |
| 2017 | A legsötétebb óra                          | Darkest Hour                          | Franklin D. Roosevelt (hangja)    | Fodor Tamás      |
| 2017 | Novemberi gyilkosság                       | November Criminals                    | Theo Schacht                      | Rosta Sándor     |
| 2018 |                                            | Fast Color                            | Ellis                             |                  |
| 2018 | Interjú Istennel                           | An Interview with God                 | Isten                             | Szacsvay László  |
| 2018 | UFO                                        | UFO                                   | Franklin Ahls                     | Mertz Tibor      |
| 2019 | Godzilla II. – A szörnyek királya          | Godzilla: King of the Monsters        | William Stenz admirális           | Rosta Sándor     |
| 2019 |                                            | The Devil Has a Name                  | Fred Stern                        |                  |
| 2020 |                                            | Walkaway Joe                          | Joe Haley                         |                  |
| 2020 | A nomádok földje                           | Nomadland                             | Dave                              | Jakab Csaba      |
| 2021 | Rémálmok sikátora                          | Nightmare Alley                       | Peter "Pete" Krumbein             | Csankó Zoltán    |
| 2022 | Ahol a folyami rákok énekelnek             | Where the Crawdads Sing               | Tom Milton                        | Máté Gábor       |
| 2023 |                                            | A Little Prayer                       | Bill                              |                  |
| 2024 |                                            | The Luckiest Man in America           | Bill Carruthers                   |                  |
| 2025 |                                            | O Horizon                             | Warren                            |                  |

### Televízió
| Év        | Magyar cím              | Eredeti cím                            | Szerep                     | Megjegyzések                                   |
| --------- | ----------------------- | -------------------------------------- | -------------------------- | ---------------------------------------------- |
| 1984      |                         | Search for Tomorrow                    | Dr. Robert Hand            | 4 epizód                                       |
| 1985      | Miami Vice              | Miami Vice                             | Marty Lang                 | - 1 epizód - magyar hangja: - Láng Balázs      |
| 1987      | Megszegett fogadalmak   | Broken Vows                            | Stuart Chase               | tévéfilm                                       |
| 1987      |                         | Spenser: For Hire                      | Doggie Thorpe              | 1 epizód                                       |
| 1988      |                         | The Equalizer                          | Phillip Borchek            | 1 epizód                                       |
| 1988–1991 |                         | The Days and Nights of Molly Dodd      | Moss Goodman               | 20 epizód                                      |
| 1989      |                         | Wiseguy                                | Matthew Stemkowsky         | 2 epizód                                       |
| 1989      | A nap                   | Day One                                | J. Robert Oppenheimer      | - tévéfilm - magyar hangja: - Berzsenyi Zoltán |
| 1990      | Hőhullám                | Heat Wave                              | Bill Thomas                | - tévéfilm - magyar hangja: - Juhász Jácint    |
| 1990      |                         | Judgment                               | Frank Aubert atya          | tévéfilm                                       |
| 1991      |                         | Son of the Morning Star                | Frederick Benteen százados | minisorozat (2 epizód)                         |
| 1991      | Az elnök szolgálatában  | Without Warning: The James Brady Story | Dr. Art Kobrine            | - tévéfilm - magyar hangja: - Jakab Csaba      |
| 1992      |                         | O Pioneers!                            | Carl Linstrum              | tévéfilm                                       |
| 1994      | Túszhelyzet             | April One                              | John McCowan               | tévéfilm                                       |
| 1996      |                         | Beyond the Call                        | Russell Cates              | tévéfilm                                       |
| 1997      | Esthomály               | In the Gloaming                        | Martin                     | tévéfilm                                       |
| 1998      | Sorsdöntő bizonyíték    | Evidence of Blood                      | Jackson Kinley             | tévéfilm                                       |
| 2000      | Néger sors              | Freedom Song                           | Peter Crowley              | tévéfilm                                       |
| 2000      | A kismadár              | The Miracle Worker                     | Keller százados            | - tévéfilm - magyar hangja: - Sörös Sándor     |
| 2001      | New York sűrűjében      | Big Apple                              | Will Preecher FBI-ügynök   | 8 epizód                                       |
| 2002      | Álomvilág               | Lathe of Heaven                        | Mannie                     | tévéfilm                                       |
| 2002      | Kettős ügynök           | Master Spy: The Robert Hanssen Story   | Jack Hoschouer             | tévéfilm                                       |
| 2004      | Maffiózók               | The Sopranos                           | Robert Wegler              | 3 epizód                                       |
| 2004      |                         | Paradise                               | Bobby Paradise tiszteletes | tévéfilm                                       |
| 2008      |                         | American Experience                    | J. Robert Oppenheimer      | 1 epizód                                       |
| 2008      | Monk – A flúgos nyomozó | Monk                                   | Patrick Kloster            | 1 epizód                                       |
| 2010      | Temple Grandin          | Temple Grandin                         | Dr. Carlock                | - tévéfilm - magyar hangja: - Jakab Csaba      |
| 2010      | Doktor House            | House                                  | Nash                       | 1 epizód                                       |
| 2011–2012 | Alfák                   | Alphas                                 | Dr. Lee Rosen              | 24 epizód                                      |
| 2012      | Hemingway és Gellhorn   | Hemingway & Gellhorn                   | John Dos Passos            | - tévéfilm - magyar hangja: - Végh Péter       |
| 2015      |                         | Axe Cop                                | Extincter (hangja)         | 1 epizód                                       |
| 2015–2016 | Feketelista             | The Blacklist                          | Peter Kotsiopulos          | 12 epizód                                      |
| 2015–2017 |                         | Z: The Beginning of Everything         | Anthony Sayre bíró         | 5 epizód                                       |
| 2017–2019 | Milliárdok nyomában     | Billions                               | "Black Jack" Foley         | 8 epizód                                       |
| 2018      |                         | McMafia                                | Semiyon Kleiman            | 7 epizód                                       |
| 2018      | Hervé vacsorára         | My Dinner with Hervé                   | Marty Rothstein            | - tévéfilm - magyar hangja: - Barbinek Péter   |
| 2018–2019 | A Térség                | The Expanse                            | Klaes Ashford              | 13 epizód                                      |
| 2020      |                         | Interrogation                          | Henry Fisher               | 10 epizód                                      |

## Fordítás
- Ez a szócikk részben vagy egészben  a   David Strathairn című angol Wikipédia-szócikk fordításán alapul.  Az eredeti cikk szerkesztőit annak laptörténete sorolja fel. Ez a jelzés csupán a megfogalmazás eredetét és a szerzői jogokat jelzi, nem szolgál a cikkben szereplő információk forrásmegjelöléseként.